# Epicharis iheringii
Epicharis iheringii là một loài Hymenoptera trong họ Apidae. Loài này được Friese mô tả khoa học năm 1899.